# نوفاك دجوكوفيتش
نوفاك جوكوفيتش (بالسيريلية الصربية: Novak Đoković) (مواليد 22 مايو 1987 في مدينة بلغراد)، هو لاعب كرة مضرب صربي مُحترف، احترف مُنذ سنة 2003 ويحتل حالياً المرتبة السادسة في التصنيف العالمي للاعبي التنس المحترفين، يلعب بيده اليمنى، يبلغ طوله 1.88 متر. حصل بمسيرته الرياضية حتى الآن على 93 لقب منها 24 بطولة من البطولات الأربع الكبرى، 38 بطولة في دورات الأساتذة و6 بطولات في نهائيات الجولة العالمية لرابطة محترفي التنس.
يعد من أفضل اللاعبين في تاريخ كرة المضرب، وتعد سلسلة الفوز التي حققها (43 فوز متتالي) منذ نهائي كأس ديفيز 2010 حتى نصف نهائي فرنسا المفتوحة، رولاند غاروس، (خسر من روجير فيدرر) من أفضل إنجازات اللاعب ودليلاً على القوة الفريدة والمهارة التي يتمتع بها.
تأهل نوفاك جوكوفيتش لنهائي بطولة أستراليا المفتوحة لسنة 2008 بعد أن تغلب على المصنف الأول روجر فيدرر بثلاثة مجموعات، وفاز بالنهائي على جو ويلفرد تسونجا بثلاثة مجموعات لمجموعة ليصبح أول صربي يفوز بهذه البطولة من الرجال والنساء. كما أنه فاز بنفس البطولة مرة أخرى في عام 2011 بعدما هزم السويسري روجر فيدرر في نصف النهائي والبريطاني أندي ميري في النهائي. كما حقق حلمه بالفوز ببطولة ويمبلدون والحصول على الترتيب الأول عالميا بعدما هزم بطل العالم حينئذ الإسباني رافائيل نادال في النهائي 6-4 6-1 1-6 6-3.
فاز بأربع بطولات من البطولات الأربع الكبرى في الفردي، و2008 و2011 في بطولة أستراليا المفتوحة بطولة، بطولة أمريكا المفتوحة 2011، وبطولة ويمبلدون 2011 ليصبح أول لاعب يمثل صربيا للفوز في البطولات الاربع الكبرى في الفردي ولقب أصغر لاعب في العصر المفتوح قد بلغ الدور نصف النهائي لجميع البطولات الأربع الكبرى أربعة الأحداث، وبشكل منفصل على التوالي. وهو أيضا أحد أربعة لاعبين فقط (ديفيد نالبانديان، آندي موراي، والإسباني رافائيل نادال هو 3 أخرى) استطاعوا التغلب على السويسري روجيه فيدرر 3 مرات على الأقل في سنة واحدة. وهو أيضا واحد من ثلاثة لاعبين (نالبانديان والروسي نيكولاي دافيدنكو هي الأخرى 2) تمكنوا من هزيمة فيدرر ونادال في البطولة ذاتها مرتين، وتحقيق هذا الإنجاز عندما فاز في 2011 انديان ويلز ماسترز 1000 الحدث. وهو أيضا أصغر لاعب في العصر المفتوح يفوز على أعلى ثلاثة لاعبين تصنيفاً على التوالي، وحقق هذا الرقم عندما هزم رقم 3 آندي روديك، ونادال رقم 2، وفيدرر رقم 1 وذلك في كأس روجر 2007. وهو واحد من اثنين فقط من اللاعبين استطاعوا هزيمة فيدرر في الدور قبل النهائي في مرحلة أو في وقت لاحق في أكثر من مناسبة في بطولات الغراند سلام، وكذلك في بطولات متتالية (نادال في الآخر).
وكان جوكوفيتش قد احتل مركز الوصيف في 2007 و2010 في بطولة الولايات المتحدة المفتوحة (لصالح فيدرر ونادال، على التوالي)، وحصل على الميدالية البرونزية التي تمثل صربيا في دورة الألعاب الأولمبية 2008. وبالإضافة إلى ذلك، فاز جوكوفيتش في كأس الاساتذة للتنس في عام 2008، وقاد صربيا للفوز في كأس ديفيس عام 2010. أنهى نوفاك الموسم في التصنيف 3 لمدة أربع سنوات متتالية بين عامي 2007 و2010.
منذ نهائيات كأس ديفيس 2010 وحتى بطولة روما 2011 التي ظفر بها، حقق جوكوفيتش 39 فوزا متتاليا، خلال بطولات أستراليا المفتوحة، دبي، انديان ويلز ماسترز، بطولة ميامي للاساتذة، صربيا المفتوحة، مدريد، وروما. إذ أحرز 37 انتصاراً على التوالي منذ بداية 2011، وهو ثاني أطول سلسلة انتصارات متتالية لبداية موسم منذ عام 1980، وراء جون ماكنرو (42-0 بدأت في عام 1984).

## مسيرته الرياضية

### 2011: التصنيف الأول عالمياً
بدا عام 2011 بامتياز حصل على بطولة أستراليا المفتوحة للتنس عندما فاز على المصنف الرابع موراى وبعد ذللك حقق بطولة انديان ويلز وبعد ذللك بطولة ميامى ثم لم يشارك في بطولة مونتى كارلو وبعد ذللك حصل على بطولة مدريد على الملاعب الترابية وثم بطولة روما وبذللك حقق 37 فوز وهو على بعد انتصارين من الرقم القياسى وهو مرشح للفوز بطولة رولان جاروس لكنه خرج من نصف النهائي وبعد ذلك فاز ببطولة ويمبلدون بعد تغلبه على رافييل نادال وانتزع منه صدارة التصنيف ثم فاز ببطولة مونتريال كأس روجر بتغلبه على اندي ماراي في النهائي بمجموعتين دون رد لكنه خسر معه نهائي بطولة سينسيناتي وبعدها واصل سلسلة انتصاراته بفوزه ببطولة أمريكا المفتوحة بتغلبه في النهائي على رافييل نادال وبذلك حقق ثلاث بطولات غراند سلام في عام واحد إلى جانب تصدره التصنيف لهذا العام وواصل مسيرته للعام 2012 فحافظ على لقبه في بطولة أستراليا المفتوحة للتنس وتفوق في النهائي على رافييل نادال وفاز ببطولة ميامي ثم انتقل إلى رولاند غاروس وهو مرشح للفوز بها خصوصا بعد تفوقه في نصف النهائي غلى روجر فيدرر لكنه خسر النهائي أمام رافييل نادال بواقع 3 مجموعات لمجموعة واحدة (6.2 6.3 2.6 7.5) وفي ويمبلدون خرج من نصف النهائي بعد حسارته من روجر فيدرر بواقع 3 مجموعات لمجموعة واحدة لكنه توج بكأس روجر للمرة الثالثة في تاريخه بعد فوزه في النهائي على ريشارد كاسكيه بمجموعتين نظيفتين وانتقل لسينسيناتي وخسر النهائي للمرة الثانية على التوالي لكن هذه المرة على يد السويسري روجر فيدرر ثم ذهب لبطولة أمريكا المفتوحة لكنه لم يستطع المحافظة على لقبه فيها بعد خسارته في النهائي أمام البريطاني أندي موراي بواقع 3 مجموعات لمجموعتين 7.6 7.5 2.6 3.6 6.2 ثم فاز ببطولة بيكين بتغلبه على الفرنسي جو ولفرد تسونغا 2-0 وبعدها ببطولة شنغهاي بعد تغلبه على البريطاني موراي 2-1 وذهب إلى كأس الماسترز التي فاز بكل لقائته فيها وحقق اللقب بتغلبه في النهائي على روجر فيدرر 2-0 وبهذا انهى عام 2012 بثلاث نهائيات في الغراند سلام حقق منهم لقب واحد إلى جانب 3 القاب في الماستر.
وبدأ عام 2013 بالحفاظ على لقبه في بطولة أستراليا المفتوحة بفوزه على اندي موراي 3-1 في النهائي ليصبح أول لاعب يفوز 3 مرات متتالية بالبطولة بعد ذلك فاز ببطولة دبي بتغلبه في النهائي على بيرديتش وخرج من الدور الثاني في بطولة ميامي وفي الدور الربع النهائي من بطولة روما ومدريد وفاز ببطولة مونتي كارلو بتغلبه في النهائي على نادال 2-0 ليصبح أول لاعب يفوز بها غير نادال منذ 2005 وخرج من نصف نهائي بطولة رولان غاروس على يد نادال 3-2 في مباراة مارثونية وخسر نهائي ويمبلدون على يد ماراي 3-0 وخرج من نصف نهائي بطولة مونتريال على يد نادال وخسر نهائي بطولة أمريكا المفتوحة على يد نادال أيضا لكنه رد اعتباره منه في بطولة بكين حين تغلب عليه في النهائي وحقق البطولة للعام الثاني على التوالي لكنه فقد صدارة التصنيف بمجرد وصول نادال لنهائي البطولة وحافظ على لقبه في بطولة شنغهاي حين تغلب في النهائي على ديلبترو.

### 2013: البطولة الكبرى السادسة
بدأ جوكوفيتش الموسم 2013 بفوزه على موراي في نهائي بطولة أستراليا المفتوحة حيث سجل فوزه الثالث على التوالي بهذه البطولة وكانت هي البطولة الكبرى السادسة في مسيرته.

### 2014: البطولة الكبرى السابعة
بعد الفشل في المحافظة على لقب أستراليا والهزيمة المفاجئة والغير متوقعة أمام نادال في رولان غاروس يعود الصربي لتحقيق بطولة ويمبلدون امام السويسري روجر فيدرير بواقع خمس مجموعات استمرت خلالها المباراة لما يقارب الأربع ساعات ليحقق البطولة السابعة في الجراند سلام.

## نهائيات البطولات الكبرى
- محدث حتى نهاية سبتمبر 2023

| البطولة           | 2005         | 2006         | 2007         | 2008         | 2009          | 2010          | 2011        | 2012        | 2013        | 2014          | 2015   | 2016         | 2017          | 2018         | 2019         | 2020         | 2021   | 2022        | 2023   |
| ----------------- | ------------ | ------------ | ------------ | ------------ | ------------- | ------------- | ----------- | ----------- | ----------- | ------------- | ------ | ------------ | ------------- | ------------ | ------------ | ------------ | ------ | ----------- | ------ |
| أستراليا المفتوحة | الدور الأول  | الدور الأول  | الدور الرابع | البطل        | الربع النهائي | الربع النهائي | البطل       | البطل       | البطل       | الربع النهائي | البطل  | البطل        | الدور الثاني  | الدور الرابع | البطل        | البطل        | البطل  | غائب        | البطل  |
| فرنسا المفتوحة    | الدور الثاني | ربع النهائي  | نصف النهائي  | نصف النهائي  | الدور الثالث  | ربع النهائي   | نصف النهائي | الوصيف      | نصف النهائي | الوصيف        | الوصيف | البطل        | الربع النهائي | ربع النهائي  | نصف النهائي  | الوصيف       | البطل  | ربع النهائي | البطل  |
| ويمبلدون          | الدور الثالث | الدور الرابع | نصف النهائي  | الدور الثاني | ربع النهائي   | نصف النهائي   | البطل       | نصف النهائي | الوصيف      | البطل         | البطل  | الدور الثالث | الربع النهائي | البطل        | البطل        | لم تعقد      | البطل  | البطل       | الوصيف |
| أمريكا المفتوحة   | الدور الثالث | الدور الثالث | الوصيف       | نصف النهائي  | نصف النهائي   | الوصيف        | البطل       | الوصيف      | الوصيف      | نصف النهائي   | البطل  | الوصيف       | غائب          | البطل        | الدور الرابع | الدور الرابع | الوصيف | غائب        | البطل  |

## نهائيات بطولة كأس الأساتذة (1)

### الفوز (1)
| السنة | البطولة | الخصم في النهائي  | النتيجة في النهائي |
| 2008  | شنغهاي  | نيكولاي دافيدينكو | 6–1, 7–5           |

### نهائيات سلسلة الأساتذة لرابطة محترفي كرة المضرب (12)
الفوز (9)
| السنة | البطولة                    | الخصم في النهائي      | نتيجة المباراة النهائية |
| 2007  | بطولة ميامي للماسترز       | غواليرمو كاناس        | 6-3, 6-2, 6-4           |
| 2007  | بطولة كندا للماسترز        | روجيه فيدرير          | 7-6(2), 2-6, 7-6(2)     |
| 2008  | بطولة انديان ويلز للماسترز | ماردي فيش 6-3 5-7 6-2 |                         |

المركز الثاني (1)
| السنة | البطولة           | الخصم في النهائي | نتيجة المباراة النهائية |
| 2007  | بطولة انديان ويلز | رفائيل نادال     | 10_6                    |

### النهائيات في المشوار المهني (12)

#### الفردي (11)
الفوز (8)
| نوع البطولة       |
| بطولة كبرى (1)    |
| كأس الأساتذة (1)  |
| سلسة الأساتذة (4) |
| بطولة دولية (5)   |

| ترتيب الألقاب عن طريق الأرضية |
| صلب (6)                       |
| ترابي (2)                     |
| عشب (0)                       |
| بساط (0)                      |

| رقم | التاريخ         | البطولة                             | الأرضية  | الخصم في النهائي   | النتيجة               |
| 1.  | 17 يوليو، 2006  | أميرسفورت، هولندا                   | ترابية   | نيكولاس ماسو       | 7-6(5), 6-4           |
| 2.  | 2 أكتوبر، 2006  | ميتز، فرنسا                         | صلبه (I) | جوليان ميلزر       | 4-6, 6-3, 6-2         |
| 3.  | 1 يناير، 2007   | أدليد، أستراليا                     | صلبه     | كريس غوشاينو       | 6-3, 6-7(6), 6-4      |
| 4.  | 1 أبريل، 2007   | ميامي، الولايات المتحدة الأمريكية   | صلبه     | جييرمو كانياس      | 6-3, 6-2, 6-4         |
| 5.  | 29 أبريل، 2007  | إيستورايل، البرتغال                 | ترابية   | ريشارد جاسكيه      | 7-6(7), 0-6, 6-1      |
| 6.  | 12 أغسطس، 2007  | مونتريال، كندا                      | صلبه     | روجيه فيدرير       | 7-6(2), 2-6, 7-6(2)   |
| 7.  | 14 أكتوبر، 2007 | فيينا، النمسا                       | صلبه (I) | ستانسيلاس فافرينكا | 6-4, 6-0              |
| 8.  | 27 يناير، 2008  | أستراليا المفتوحة، ملبورن، أستراليا | صلبه     | جو ويلفرد تسونجا   | 4-6, 6-4, 6-3, 7-6(2) |
| 9.  | 23 مارس، 2008   | بطولة انديان ويلز، الولايات المتحدة | صلبه     | ماردي فيش          | 6-2 5-7 6-3           |
| 10. | 11 مايو، 2008   | بطولة روما، إيطاليا                 | صلبه     | ستانسيلاس فافرينكا | 4-6 6-3 6-3           |
| 11. | 16 نوفمبر، 2008 | كأس الأساتذة، شنغهاي، الصين         | صلبه     | نيكولاي دافيدينكو  | 6-1 7-5               |

المركز الثاني (3)
| نوع البطولة       |
| بطولة كبرى (1)    |
| سلسة الأساتذة (1) |
| بطولة دولية (1)   |

| الرقم | التاريخ        | البطولة                                 | الأرضية | الخصم في النهائي   | النتيجة                                                          |
| 1.    | 30 يوليو، 2006 | أوماغ، كرواتيا                          | ترابية  | ستانسيلاس فافرينكا | 6-6(1) انسحب.                                                    |
| 2.    | 18 مارس، 2007  | إنديان ويلز، الولايات المتحدة الأمريكية | صلبه    | رفائيل نادال       | 6-2, 7-5                                                         |
| 3.    | 18.7.2023      | ويمبلدون                                | صلبه    | كارلوس الكاراز     | 7-6(4), 7-6(2), 6-4 \| \| \| \| \| \| \| \| \| \| \| \| \| \| \| |
|       |                |                                         |         |                    |                                                                  |
|       |                |                                         |         |                    |                                                                  |
|       |                |                                         |         |                    |                                                                  |
|       |                |                                         |         |                    |                                                                  |

#### الزوجي (1)
المركز الثاني (1)
| الرقم | التاريخ       | البطولة         | الأرضية | الشريك         | الخصم في النهائي        | النتيجة         |
| 1.    | 7 يناير، 2007 | أدليد، أستراليا | صلبه    | راديك ستيبانيك | ويلسي موداي و تودي بيري | 6-4, 3-6, 15-13 |

## وصلات خارجية
- نوفاك دجوكوفيتش على موقع IMDb (الإنجليزية)
- نوفاك دجوكوفيتش على موقع الموسوعة البريطانية (الإنجليزية)
- نوفاك دجوكوفيتش على موقع إن إن دي بي (الإنجليزية)
- نوفاك دجوكوفيتش على موقع قاعدة بيانات الفيلم (الإنجليزية)
- نوفاك دجوكوفيتش على موقع رابطة محترفي التنس (الإنجليزية)
- نوفاك دجوكوفيتش على موقع الاتحاد الدولي لكرة المضرب (الإنجليزية)
- نوفاك دجوكوفيتش على موقع كأس ديفيز (الإنجليزية)
- نوفاك دجوكوفيتش على موقع أرشيف التنس.كوم (الإنجليزية)
- نوفاك دجوكوفيتش على موقع بطولة ويمبلدون (الإنجليزية)
- نوفاك دجوكوفيتش على موقع خلاصة التنس.كوم (الإنجليزية)
- نوفاك دجوكوفيتش على موقع إي إس بي إن.كوم (الإنجليزية)
- نوفاك دجوكوفيتش على موقع اللجنة الأولمبية الدولية (الإنجليزية)
- نوفاك دجوكوفيتش على موقع أوليمبيديا (الإنجليزية)
- نوفاك دجوكوفيتش على موقع اللجنة الأولمبية الصربية (الصربية)

- الموقع الرسمي
- صفحة اللاعب نوفاك كودوفيتش على موقع رابطة محترفي كرة المضرب